# Benelux

Neoficiální vlajka Beneluxu
Poměr stran: 2:3

Benelux

Benelux je označení pro volné společenství Belgie, Nizozemska a Lucemburska. Jeho název je odvozen od počátečních písmen jmen těchto zemí, tedy Belgium, Netherlands, Luxembourg.
Všechny tři státy mají i společnou historii, jelikož část dějin byly všechny součástí Habsburského Nizozemí, skládajícího se z řady malých autonomních provincií. V roce 1948 byla vytvořena celní unie, později byla přeměněna na hospodářskou unii. Země jsou malé a mají vysokou hustotu zalidnění, pokládají se za nejvyspělejší v Evropě. Celková rozloha jejich území je 74 622 km², tedy lehce menší než Česká republika.

## Nizozemsko
Rozkládá se na ústí řeky Rýn. Nizozemsko spolu s Dánskem má nejintenzivnější zemědělství na světě. Převažuje živočišná výroba, hlavně chov skotu na mléko, které se zpracovává na kvalitní sýry. Světoznámé je i pěstování okrasných květin, například tulipánů a hyacintů. Pro Nizozemsko je důležitý také mořský rybolov. V průmyslu vyniká elektrotechnika se značkou Philips. Země využívá zásob zemního plynu. Největší je přístav Rotterdam, hlavním městem je Amsterdam.

## Belgie
Hlavní město Belgie je Brusel, který je sídlem Evropské unie. Největším přístavem jsou Antverpy. Je obývána dvěma národy: na severu žijí Vlámové, kteří mluví nizozemsky, a na jihu žijí Valoni, mluvící francouzsky. V hospodářství převažuje průmysl, především hutnický a strojírenský. Tradicí v textilním průmyslu je především krajkářství. Belgie je dále proslulá výrobou čokolády a broušením diamantů.

## Lucembursko
Hlavní město Lucemburska je Lucemburk, který je zároveň největším městem v zemi. Lucembursko je malý vnitrozemský stát a je vyspělé v oblasti hutnictví a výrobě oceli a sýra. Lucembursko má nejvyšší nominální HDP na jednoho člověka na světě. Příčinou této vysoce nadprůměrné hodnoty je, že asi třetinu pracovních sil (cca 100 000) tvoří příslušníci okolních států, kteří do Lucemburska dojíždějí a nejsou tudíž do obyvatelstva započítáni. Zemědělství je zastoupeno pouze 0,5 procenty v celkovém HDP.